# Selenops submaculosus
Espèce
Selenops submaculosus est une espèce d'araignées aranéomorphes de la famille des Selenopidae.

## Distribution
Cette espèce se rencontre à Cuba, aux îles Caïmans, aux Bahamas et aux États-Unis dans le Sud de la Floride et de la Louisiane,,.

## Description
Le mâle décrit par Crews en 2011 mesure 7,35 mm et la femelle 11,13 mm.

## Publication originale
- Bryant, 1940 : Cuban spiders in the Museum of Comparative Zoology. Bulletin of the Museum of Comparative Zoology, vol. 86, no 7, p. 247-554 (texte intégral).